# Bangkok United FC
Bangkok United FC – tajski klub piłkarski z siedzibą w Bangkoku, występujący w Thai Premier League (najwyższej klasie rozgrywkowej swego kraju).
Klub został założony w 1988 pod nazwą Bangkok University FC. Od 2009 nosi obecną nazwę.

## Sukcesy
- Thai Premier League
  - mistrzostwo (1): 2006[1]
  - wicemistrzostwo (1): 2016
- Puchar Tajlandii
  - finał (1): 2017[2]

## Azjatyckie puchary
Legenda do wszystkich tabel:
- Q – runda eliminacyjna, 1/16, 1/8, 1/4, 1/2 – odpowiednia faza rozgrywek, Grupa – runda grupowa, 1r gr – pierwsza runda grupowa, 2r gr – druga runda grupowa, F – finał, R – runda, PO – play-off
- k. – rzuty karne, los. – losowanie, Dogr. – dogrywka, w. – zasada bramek strzelonych na wyjeździe

| Sezon | Rozgrywki     | Runda | Klub                  | Dom | Wyjazd | Ogólnie     |
| ----- | ------------- | ----- | --------------------- | --- | ------ | ----------- |
| 2007  | Liga Mistrzów | Gr. F | Chunnam Dragons       | 0–0 | 2–3    | 4. miejsce  |
| 2007  | Liga Mistrzów | Gr. F | Kawasaki Frontale     | 1–2 | 1–1    | 4. miejsce  |
| 2007  | Liga Mistrzów | Gr. F | Arema Malang          | 0–0 | 0–1    | 4. miejsce  |
| 2017  | Liga Mistrzów | Q     | Johor Darul Takzim FC | 1–1 | –      | 1–1, k: 4–5 |